# Championnat de Saint-Christophe-et-Niévès de football 2000-2001
Navigation
Saison 2002-2003
La saison 2000-2001 du Championnat de Saint-Christophe-et-Niévès de football est la trente-huitième édition de la Premier League, le championnat de première division à Saint-Christophe-et-Niévès. Les sept formations de l'élite sont réunies au sein d'une poule unique où elles s'affrontent deux fois au cours de la saison. À l'issue du championnat, les quatre premiers se qualifient pour la phase finale tandis que le dernier du classement est relégué en Second Division. Lors de la phase finale, les quatre clubs qualifiés s'affrontent une fois puis les deux premiers jouent la finale pour le titre, en deux matchs gagnants.
C'est le club de Garden Hotspurs qui remporte la compétition cette saison après avoir battu Village Superstars lors de la finale nationale. Il s’agit du troisième titre de champion de Saint-Christophe-et-Niévès de l'histoire du club.

## Les clubs participants
- Village Superstars
- Garden Hotspurs
- Cayon Rockets
- Saddlers FC
- Blackburns FC - Promu de Second Division
- Newtown United
- St. Paul's United FC

## Compétition
Le barème de points servant à établir le classement se décompose ainsi :
- Victoire : 2 points
- Match nul : 1 point
- Défaite : 0 point

### Phase régulière
| Rang | Équipe                | Pts | J  | G | N | P | Bp | Bc | Diff |
| ---- | --------------------- | --- | -- | - | - | - | -- | -- | ---- |
| 1    | Garden Hotspurs FC    | 17  | 12 | 8 | 1 | 3 | 21 | 9  | +12  |
| 2    | Newtown United        | 16  | 12 | 6 | 4 | 2 | 14 | 7  | +7   |
| 3    | Village Superstars    | 13  | 12 | 5 | 3 | 4 | 13 | 7  | +6   |
| 4    | Cayon Rockets         | 11  | 12 | 5 | 1 | 6 | 9  | 11 | -2   |
| 5    | Blackburns FCP        | 11  | 12 | 4 | 3 | 5 | 7  | 12 | -5   |
| 6    | St. Paul's United FCT | 10  | 12 | 3 | 4 | 5 | 7  | 10 | -3   |
| 7    | Saddlers FC           | 6   | 12 | 2 | 2 | 8 | 3  | 18 | -15  |

|  | Qualification pour la phase finale               |
|  | Relégation en Second Division                    |
|  | T : Tenant du titre P : Promu de Second Division |

### Phase finale
| Rang | Équipe             | Pts | J | G | N | P | Bp | Bc | Diff |
| ---- | ------------------ | --- | - | - | - | - | -- | -- | ---- |
| 1    | Village Superstars | 5   | 3 | 2 | 1 | 0 | 6  | 4  | +2   |
| 2    | Garden Hotspurs FC | 4   | 3 | 1 | 2 | 0 | 6  | 2  | +4   |
| 3    | Newtown United     | 2   | 3 | 0 | 2 | 1 | 4  | 5  | -1   |
| 4    | Cayon Rockets      | 1   | 3 | 0 | 1 | 2 | 2  | 7  | -5   |

|  | Qualification pour la finale                     |
|  | T : Tenant du titre P : Promu de Second Division |

### Finale nationale
| Équipe 1           | Résultat | Équipe 2           | Aller | Retour        | Appui |
| ------------------ | -------- | ------------------ | ----- | ------------- | ----- |
| Garden Hotspurs FC | 2 - 1    | Village Superstars | 3 - 0 | 0 - 0 3-4 tab | 1 - 0 |

## Bilan de la saison
| Championnat de Saint-Christophe-et-Niévès de football 2000-2001 |                               |
| Champion                                                        | Garden Hotspurs FC (3e titre) |
| Qualifications continentales                                    |                               |
| CFU Club Championship 2001                                      | Garden Hotspurs FC            |
| Promotions et relégations                                       |                               |
| Promus en Premier League                                        | St Peter's FC                 |
| Relégués en Second Division                                     | Saddlers FC                   |